# Le Mari mécontent
Le Mari mécontent (The Case of the Discontented Husband) est une nouvelle policière d'Agatha Christie mettant en scène le personnage de Parker Pyne.
Initialement publiée en août 1932 dans la revue Cosmopolitan aux États-Unis, cette nouvelle a été reprise en recueil en 1934 dans Parker Pyne Investigates au Royaume-Uni. Elle a été publiée pour la première fois en France dans le recueil Mr Parker Pyne en 1967.

## Publications
Avant la publication dans un recueil, la nouvelle avait fait l'objet de publications dans des revues :
- en août 1932, aux États-Unis, sous le titre « The Husband Who Wanted To Keep His Wife », dans la revue Cosmopolitan[1] ;
- le 29 octobre 1932, au Royaume-Uni, sous le titre « His Lady's Affair », dans la revue Woman's Pictorial[1].

La nouvelle a ensuite fait partie de nombreux recueils :
- en 1934, au Royaume-Uni, dans Parker Pyne Investigates[1] (avec 11 autres nouvelles) ;
- en 1934, aux États-Unis, sous le titre « The Case of the Dissatisfied Husband », dans Mr. Parker Pyne, Detective[1] (avec 11 autres nouvelles) ;
- en 1967, en France, dans Mr Parker Pyne (adaptation des recueils de 1934).